# Firmicus Maternus
Firmicus Maternus was een laat-antieke astroloog en daarna christelijke schrijver die zich van het Latijn bediende.

Hij is de auteur van de Matheseos Libri VIII, een uitgebreid handboek over astrologie. Diezelfde astrologie zou hij, na een bekering tot het christendom, volledig afzweren.

Rond 346 schreef hij een boek De errore profanorum religionum (Over de dwaling van de heidense religies) waarin hij scherp van wal stak tegen het heidendom dat nog overal in het Romeinse Rijk aangehangen werd. Hij pleitte voor het onderdrukken van alle tempelactiviteiten en voor het vernietigen van alle godenbeelden. Verder stelde hij voor, de gouden en zilveren beelden om te smelten tot munten. Hoewel in die tijd het christendom al een jaar of vijftien staatsgodsdienst was, ging dit de meeste Romeinen toch echt te ver en er werd voorlopig geen uitvoering aan zijn voorstel gegeven.